# 科西-罗森塔尔盒子

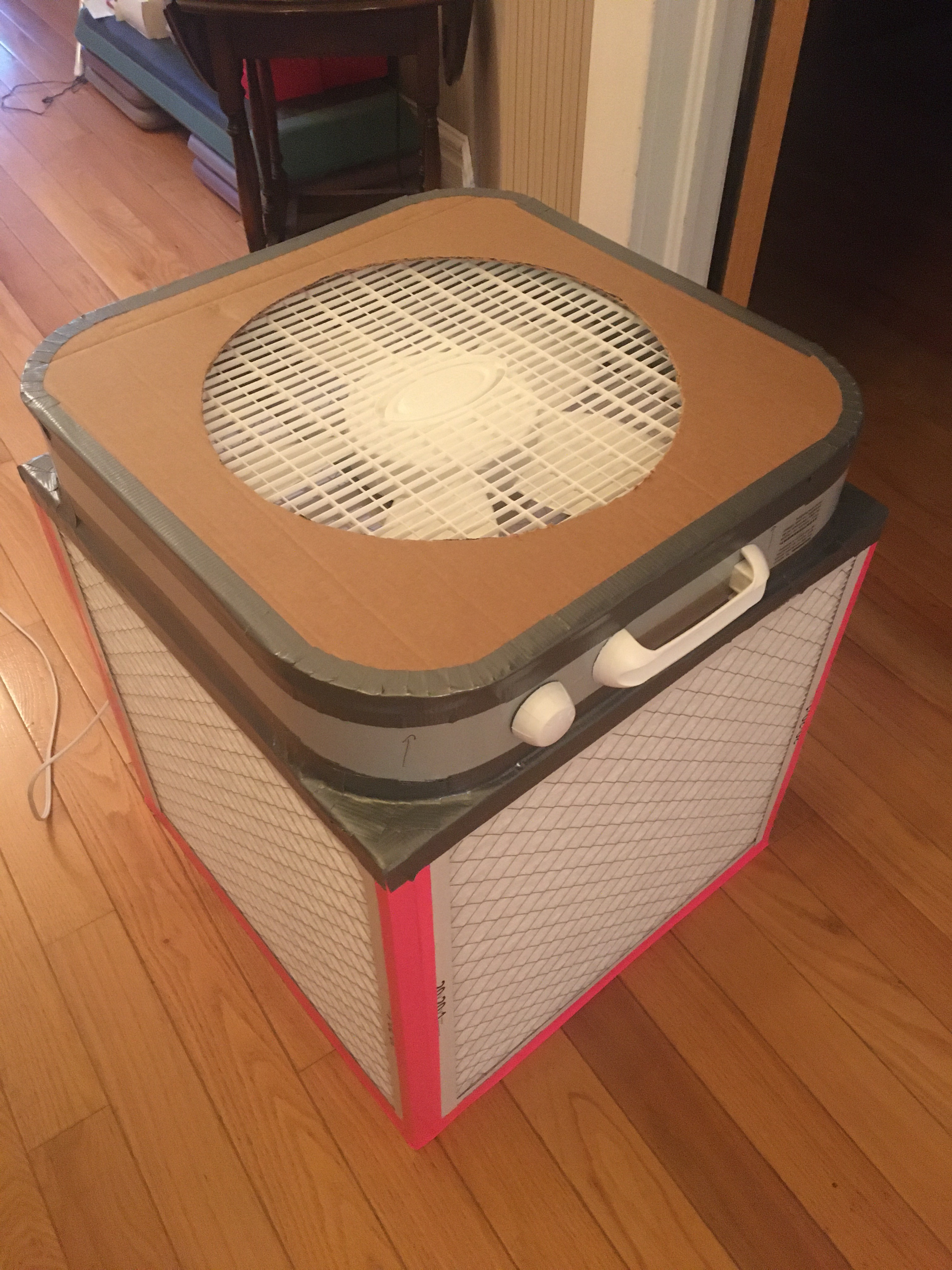
自制科西-罗森塔尔盒子示例

科西-罗森塔尔盒子（英語：Corsi–Rosenthal Box），也称为孔帕雷托立方体（英語：Comparetto Cube），是一种低成本的自制空气净化器设计方案。科西-罗森塔尔盒子在2019冠状病毒病大流行期间产生，用以降低室内空气中的病毒颗粒數量。

## 背景和历史
自2020年3月11日世界卫生组织宣布COVID-19进入大流行以来，越来越多的证据和经过同行评审的研究表明，导致COVID-19的病毒SARS-CoV-2是空气传播的，而超级传播事件通常与室内聚会有关。为应对这一情况，工程师开始考虑如何通过改善通风减少室内病毒载量。
采用HEPA滤网的空气净化器可能很昂贵，通常要花费500美元以上。2020年8月，环境工程师、加州大学戴维斯分校候任工程学院院长里查德·科西与《连线》记者亚当·罗杰斯交谈时谈到一个想法，将多个商店购买的滤网与箱式风扇组合，用于自制空气过滤器。罗杰斯联系了过滤器制造商德克萨斯空气过滤器制造公司的首席执行官吉姆·罗森塔尔，希望测试单片滤网连接到箱式风扇后的过滤效率。罗森塔尔曾在德克萨斯大学和美国哮喘和过敏基金会德克萨斯分会与科西合作。受到科西使用多片滤网想法的启发，罗森塔尔提出了使用5片过滤器的设计，并以科西的名字为之命名。当纽约时报的一篇文章提到这款盒子后，科西发推文表示罗森塔尔也应当分享发明者的荣誉，因而他更喜欢用“科西-罗森塔尔盒子”为之命名。

## 设计
科西-罗森塔尔盒子的最初设计由五个壁炉滤网组成，建议使用MERV13或更高级别的滤网，它们组成了立方体的侧面和底部。一个边长 0.5米的箱式风扇放在顶部，并使用布胶带粘在过滤器上，将整个盒子密封，以便空气能进入过滤器并从箱子排出。一种被称为孔帕雷托盒子的简化设计由四片滤网和一片可直接安放在地板上的纸板底座组成。罗森塔尔后来进一步改进了设计，增加了由纸板或类似材料制成的屏蔽来覆盖箱式风扇的角落，用以提高效率并减少空气回流。另一项改进为将盒式风扇替换为若干个PC风扇的组合，该设计可以在不降低净化效率的同时降低使用环境的噪音。
该过滤装置可在大约15分钟内组装完毕并可持续使用数月，材料成本在50至150美元之间。

## 功效
空气传播的病毒颗粒大小范围为1至50微米。罗森塔尔使用他在过滤器公司的测试设备对该盒子进行了不严格的测试，发现该装置能去除大约60%的1微米颗粒以及几乎90%的10微米颗粒。加州大学戴维斯分校研究人员在2021年8月的一项案例研究中估计，价值75美元的盒子清洁空气输送率（CADR）在165到239之间（取决于风扇速度）。2021年10月，科西接受GBH新闻采访时说，“人们现在报告（该盒子具备）每秒280升的洁净空气输送率，这很惊人，因为事实上该盒子比许多更昂贵的基于HEPA的便携式空气净化器效果更好。”
2022 年4月，加州大学戴维斯分校的一个团队发表了一项研究，针对使用五个2英寸MERV-13过滤器的科西-罗森塔尔盒子。他们发现该盒子的“有效清洁空气输送率（CADR）随风扇转速增加，从1019增长到1444m3h−1”。 结合盒子的成本，每CADR的开销为0.08美元，大约比商用空气净化器便宜十倍，而且运行时更安静。
一项使用安装在窗户上的箱式风扇和过滤器去除森林火灾烟雾的家用空气净化器的研究表明，1至10微米尺寸的颗粒物数量减小了约75%。《连线》称，这项研究可能暗示，类似过滤器具备过滤颗粒大小相似的病毒颗粒的功效。
一项对科西-罗森塔尔盒子对挥发性有机物（SVOC）过滤能力的评估显示，该装置一定程度上降低了环境中含氟表面活性剂和邻苯二甲酸酯的含量。

## 安全性
美国保险商实验室于2021年进行的一项研究发现，制作科西-罗森塔尔盒子时，将过滤器安装到箱式风扇上不会导致风扇电机绕组发热增加而增加火灾风险。